# Autobus Maheux
Autobus Maheux est une entreprise de transport interrégional par autocar au Québec. Propriété du Groupe Maheux, elle se spécialise dans la desserte des régions de l'Abitibi-Témiscamingue et du Nord-du-Québec.

## Histoire
Fondé par Roger Maheux, Autobus Maheux commence ses activités en 1958 dans le transport scolaire à Poularies.
Le 1 mars 1980, l'entreprise acquiert la Corporation de transport Rouyn-Noranda.
Le 7 avril 1994, l'entreprise obtient son permis pour la desserte des régions de l'Abitibi-Témiscamingue et de la connexion avec la région montréalaise.

## Circuits
| Ligne                     | Destinations |
| ------------------------- | --- |
| Montréal ↔ Rouyn-Noranda  | Gare d'autocars de Montréal - Laval - Saint-Jérôme - Sainte-Agathe-des-Monts - Labelle - Rivière-Rouge - Mont-Laurier - Saint-Jean-sur-le-Lac - Grand-Remous - Montcerf-Lytton - Réserve faunique La Vérendrye (Le Domaine) - Réserve faunique La Vérendrye (Lac Rapide) - Kitcisakik - Louvicourt - Val-d'Or - Dubuisson - Malartic - Rivière-Héva - Cadillac - Aéroport de Rouyn-Noranda - Rouyn-Noranda |
| Rouyn-Noranda ↔ La Sarre  | Rouyn-Noranda - D'Alembert - Chemin Sainte-Germaine / Route 101 - Poularies - Macamic - Duparquet - Chemin Sainte-Germaine / Route 393 - Palmarolle - La Sarre |
| Rouyn-Noranda ↔ Amos      | Rouyn-Noranda - Aéroport de Rouyn-Noranda - Cadillac - Rivière-Héva - La Motte - Saint-Mathieu-d'Harricana - Amos |
| Rouyn-Noranda ↔ North Bay | Rouyn-Noranda - Évain - Arntfield - Montbeillard - Rollet - Nédélec - Notre-Dame-du-Nord - Saint-Bruno-de-Guigues - Ville-Marie - Lorrainville - Béarn - Saint-Édouard-de-Fabre - Laniel - Témiscaming - Thorne - Redbridge - North Bay |
| Val-d'Or ↔ Amos           | Val-d'Or - Sullivan - Vassan - La Corne - Saint-Marc-de-Figuery - Val-Senneville - Barraute - Landrienne - Amos |
| Val-d'Or ↔ Chibougamau    | Val-d'Or - Louvicourt - Senneterre - Lebel-sur-Quévillon - Miquelon - Desmaraisville - Waswanipi - Chapais - Chibougamau |
| Val-d'Or ↔ Chisasibi      | Val-d'Or - Amos - Matagami - Waskaganish - Camp Rupert - Nemaska - Eastmain - Route Billy-Diamond (km 381) - Wemindji - Route Billy-Diamond (jonction avec la Transtaïga) - Aéroport de Radisson Grande-Rivière - Chisasibi |
| Ottawa ↔ Grand-Remous     | Ottawa - Gatineau - Wakefield - Alcove - Brennan's Hill - Low - Venosta - Kazabazua - Aylwin - Gracefield - Bouchette - Messines - Val-Guertin - Maniwaki - Bois-Franc - Grand-Remous |